# Alijó
Alijó ist eine Kleinstadt (Vila) und eine Gemeinde (Concelho) in Portugal mit 10.486 Einwohnern (2021). Alijó gehört zum Weinbaugebiet Alto Douro, der seit 1756 ersten geschützten Weinbauregion der Welt, die seit 2001 Teil des UNESCO-Welterbes ist.

## Geschichte
Eine ganze Reihe Ausgrabungen und Funde belegen eine lange vorgeschichtliche Besiedlung des Kreisgebietes. Mit Aufkommen der Reconquista im 8. Jahrhundert war der vermutlich schon in vor-arabischer Zeit bestehende Ort bereits als eigenständige Gemeinde dokumentiert.
König D.Sancho II. ließ den Ort 1225 neu besiedeln und gab ihm 1226 erste Stadtrechte, die König D.Afonso III. 1269 mit vollem Stadtrecht (Foral) bestätigte. König Manuel I. erneuerte die Stadtrechte 1514.

## Kultur und Sehenswürdigkeiten
Eine Vielzahl Herrenhäuser, steinerne Brunnenanlagen, ehemalige öffentliche Gebäude und Sakralbauten stehen im Kreis unter Denkmalschutz. Auch der historische Ortskern von Alijó als Ganzes ist geschützt.
Alijó liegt im Douro-Tal und gehört zum ersten geschützten Weinbaugebiet der Welt, dem 1756 eingerichteten Alto Douro. Es gehört zum offiziellen UNESCO-Welterbe. Wanderwege sind angelegt, und es existieren eine Vielzahl touristischer Angebote, insbesondere des Turismo rural. 

## Verwaltung

### Kreis
Alijó ist Sitz eines gleichnamigen Kreises. Die Nachbarkreise sind (im Uhrzeigersinn im Norden beginnend):
Vila Pouca de Aguiar, Murça, Carrazeda de Ansiães, São João da Pesqueira sowie Sabrosa.
Mit der Gebietsreform im September 2013 wurden mehrere Gemeinden zu neuen Gemeinden zusammengefasst, sodass sich die Zahl der Gemeinden von zuvor 19 auf 14 verringerte.
Die folgenden Gemeinden (Freguesias) liegen im Kreis Alijó:

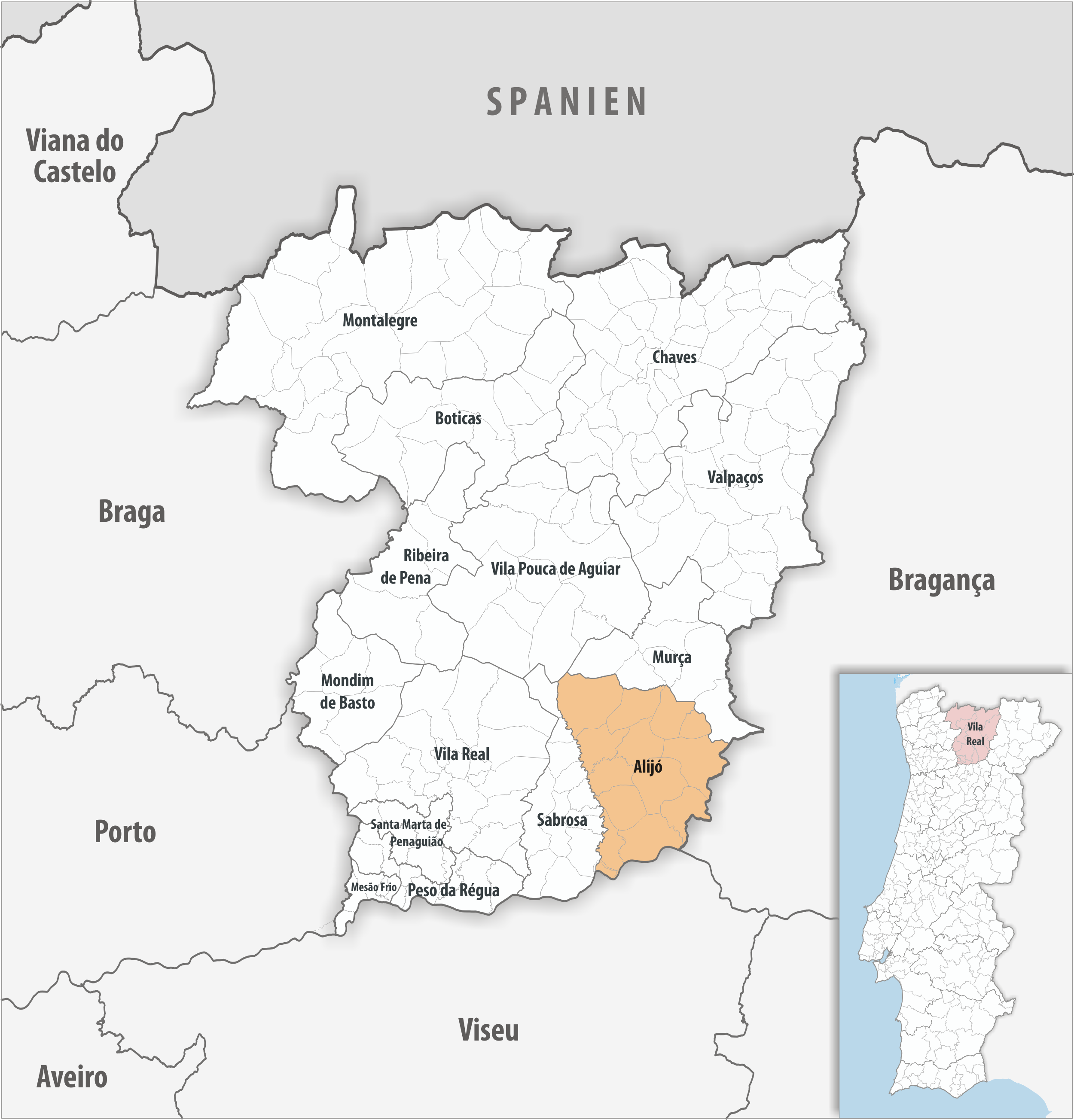
Kreis Alijó

| Gemeinde                                             | Einwohner (2021) | Fläche km² | Dichte Einw./km² | LAU- Code |
| ---------------------------------------------------- | ---------------- | ---------- | ---------------- | --------- |
| Alijó                                                | 2.584            | 29,36      | 88               | 170101    |
| Carlão e Amieiro                                     | 627              | 33,01      | 19               | 170120    |
| Castedo e Cotas                                      | 536              | 28,91      | 19               | 170121    |
| Favaios                                              | 937              | 21,45      | 44               | 170107    |
| Pegarinhos                                           | 394              | 18,78      | 21               | 170108    |
| Pinhão                                               | 622              | 3,00       | 208              | 170109    |
| Pópulo e Ribalonga                                   | 409              | 21,30      | 19               | 170122    |
| Sanfins do Douro                                     | 1.256            | 17,09      | 73               | 170112    |
| Santa Eugénia                                        | 278              | 9,14       | 30               | 170113    |
| São Mamede de Ribatua                                | 586              | 20,11      | 29               | 170114    |
| Vale de Mendiz, Casal de Loivos e Vilarinho de Cotas | 449              | 12,94      | 35               | 170123    |
| Vila Chã                                             | 445              | 20,23      | 22               | 170116    |
| Vila Verde                                           | 547              | 42,09      | 13               | 170117    |
| Vilar de Maçada                                      | 816              | 20,19      | 40               | 170118    |
| Kreis Alijó                                          | 10.486           | 297,60     | 35               | 1701      |

### Bevölkerungsentwicklung
| Einwohnerzahl im Kreis Alijó (1801–2021) | Einwohnerzahl im Kreis Alijó (1801–2021) | Einwohnerzahl im Kreis Alijó (1801–2021) | Einwohnerzahl im Kreis Alijó (1801–2021) | Einwohnerzahl im Kreis Alijó (1801–2021) | Einwohnerzahl im Kreis Alijó (1801–2021) | Einwohnerzahl im Kreis Alijó (1801–2021) | Einwohnerzahl im Kreis Alijó (1801–2021) | Einwohnerzahl im Kreis Alijó (1801–2021) | Einwohnerzahl im Kreis Alijó (1801–2021) | Einwohnerzahl im Kreis Alijó (1801–2021) |
| ---------------------------------------- | ---------------------------------------- | ---------------------------------------- | ---------------------------------------- | ---------------------------------------- | ---------------------------------------- | ---------------------------------------- | ---------------------------------------- | ---------------------------------------- | ---------------------------------------- | ---------------------------------------- |
| 1801                                     | 1849                                     | 1900                                     | 1930                                     | 1960                                     | 1981                                     | 1991                                     | 2001                                     | 2011                                     | 2021                                     |                                          |
| 2.423                                    | 5.454                                    | 19.919                                   | 20.452                                   | 23.511                                   | 18.846                                   | 16.327                                   | 15.430                                   | 11.933                                   | 10.486                                   |                                          |

### Kommunaler Feiertag
- 11. November

## Söhne und Töchter der Stadt
- Manuel da Nobrega (1517–1570), Theologe, Missionar und Schriftsteller, Mitbegründer der heute bekanntesten Städte Brasiliens
- António de Cristo (1575–1653), Franziskaner
- António Alves Martins (1808–1882), Bischof von Viseu, liberaler Politiker, Minister, Pharmazeut, Hochschullehrer und Journalist
- José Joaquim Teixeira Lopes (1837–1918), Bildhauer und Keramikkünstler
- Eduardo da Costa Macedo (1859–1916), Lyriker, Schriftsteller, Publizist und Jurist
- José Morgado (1921–2003), Mathematiker
- António Joaquim Magalhães Cabral (1931–200), Schriftsteller
- José Sócrates (* 1957), sozialistischer Politiker, 2005–2011 Regierungschef

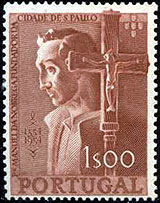
Manuel da Nóbrega auf einer portugiesischen Briefmarke
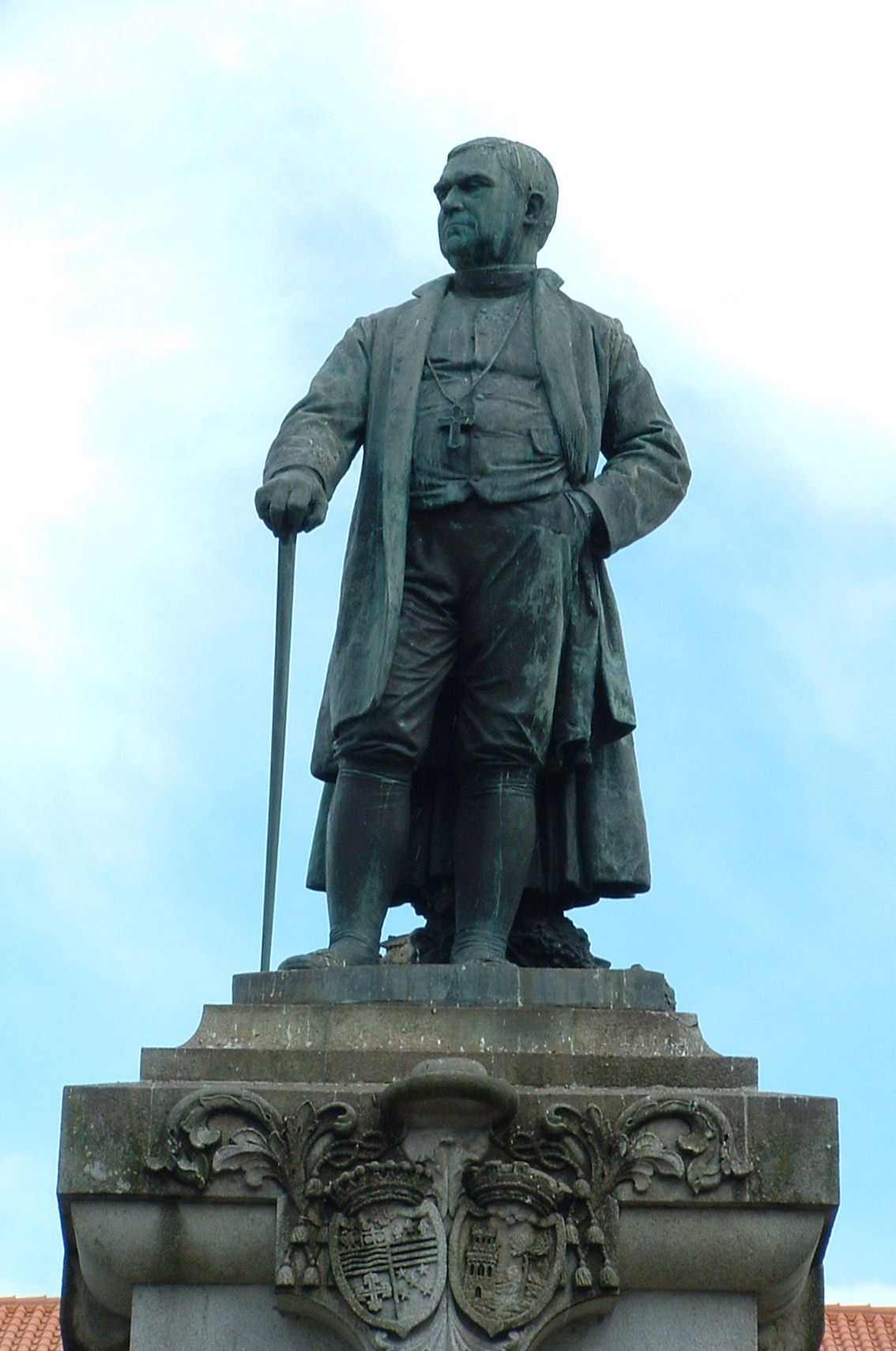
Denkmal des António Alves Martins in Viseu
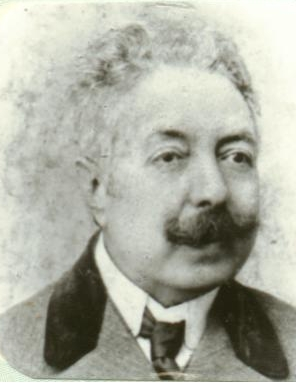
Eduardo da Costa Macedo
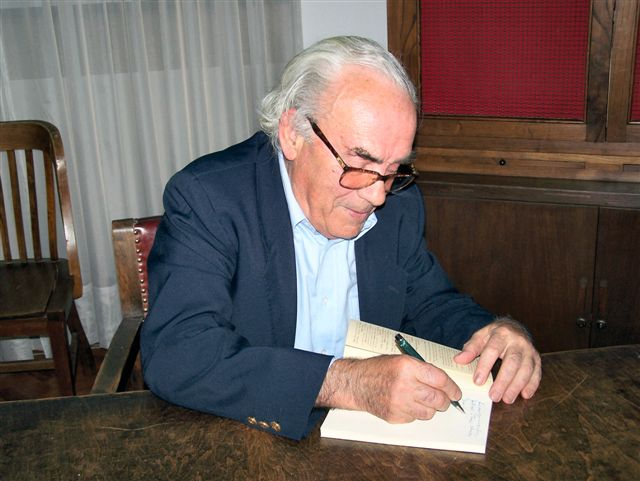
António Cabral (2007)
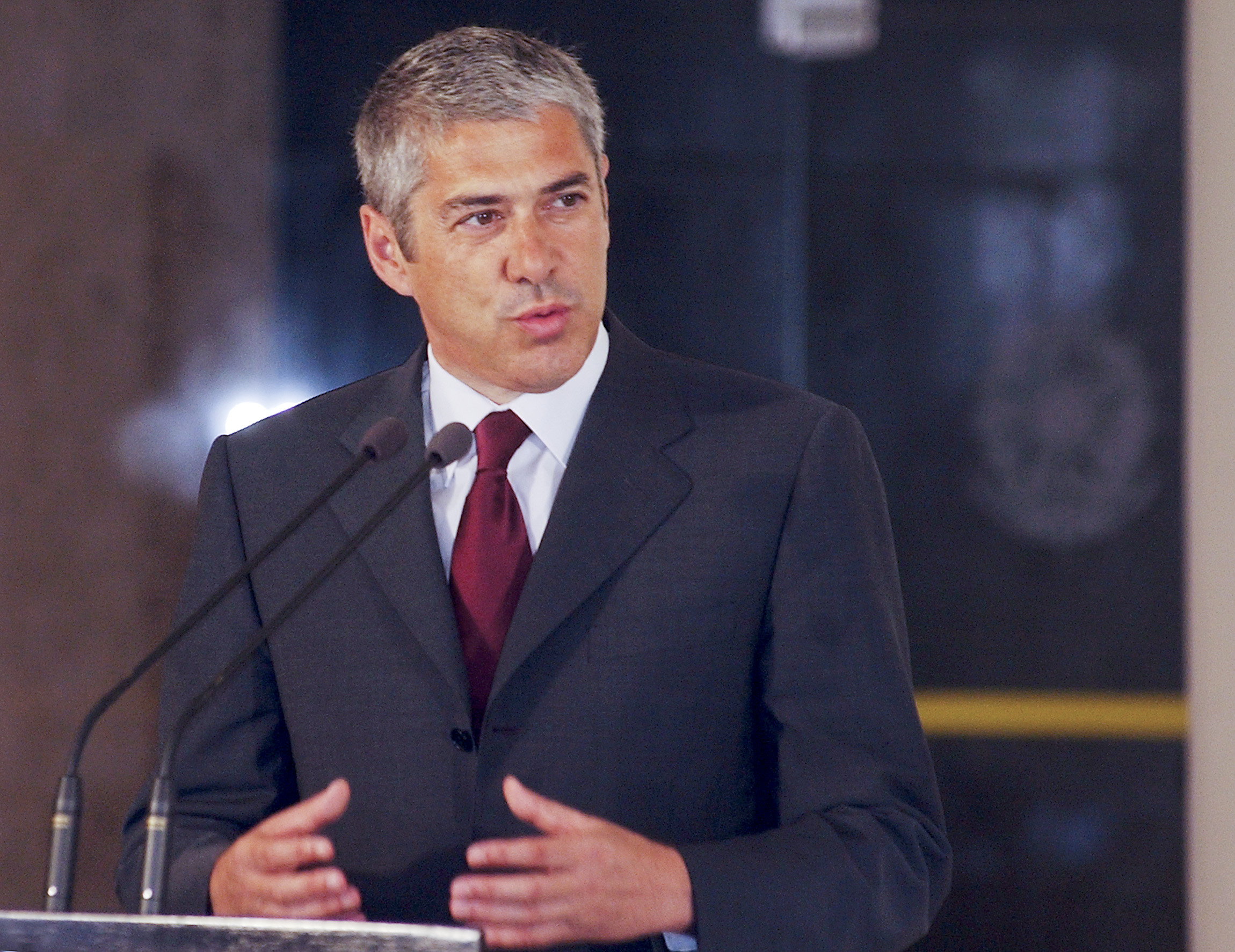
José Socrates